# Khamlalung
Khamlalung (nepalski: खम्लालुङ) – gaun wikas samiti we wschodniej części Nepalu w strefie Kośi w dystrykcie Terhathum. Według nepalskiego spisu powszechnego z 2001 roku liczył on 663 gospodarstw domowych i 3673 mieszkańców (1878 kobiet i 1795 mężczyzn).